# Pudob
Pudob je naselje v Občini Loška dolina. Ima prbližno 223 prebivalcev. V tem naselju stoji podružnična cerkev Sv. Jakoba. Leži južno od Starega trga pri Ložu, ki je središče Loške doline.
Zraven stare cerkve stoji tudi več kot 100 let stara vaška lipa. Čez Pudob teče potok Veliki Obrh, ki je pritok reke Ljubljanice. V Pudobu prebiva znana slikarka Stanislava Sluga Pudobska.

## Prebivalstvo
Etnična sestava 1991:
- Slovenci: 203 (96,2 %)
- Hrvati: 7 (3,3 %)
- Makedonci: 1
- Rodeovci